# Maria Ludwika de Borbón y Vallabriga
Maria Ludwika de Borbón y Vallabriga (ur. 6 czerwca 1783 w Velada w prowincji Toledo, zm. 21 marca 1846 w Paryżu) – hiszpańska arystokratka należąca do rodziny królewskiej z dynastii Burbonów, córka infanta Ludwika Antoniego, bratanica króla Karola III.
Maria Ludwika była drugą córką infanta Ludwika Antoniego Burbona i aragońskiej hrabianki doñi Marii Teresy de Vallabriga y Rozas. Urodziła się w pałacu książąt Altamira w Velada, mimo że jej rodzina na stałe mieszkała w Arenas de San Pedro.
Została ochrzczona w kościele parafialnym w Velada. Jako pierwsze zapisano nazwisko matki – Vallabriga, gdyż jej rodzina utraciła prawo do używania nazwiska Burbon w wyniku morganatycznego małżeństwa jej ojca. Matka Marii Ludwiki nie miała królewskiego rodowodu, a rodzina Ludwika Antoniego sprzeciwiała się małżeństwu (infant był kardynałem). W konsekwencji Karol III odebrał bratu przywileje i wydalił go z dworu. Maria Ludwika była młodszą siostrą Ludwika Marii, kardynała i arcybiskupa Toledo oraz Marii Teresy, późniejszej hrabiny Chinchón.
Maria Ludwika spędziła jedynie pierwsze dwa lata życia w Arenas de San Pedro, gdzie jako niemowlę została sportretowana przez Francisca Goyę na zbiorowym Portrecie rodziny infanta don Luisa. Goya ponownie sportretował ją w 1800 roku.
Po śmierci ojca w 1785 roku została wysłana, razem z siostrą, do klasztoru San Clemente w Toledo. Król nie zezwolił matce Marii Ludwiki na odwiedziny w klasztorze, mimo jej usilnych próśb. Sytuacja rodziny zmieniła się dopiero po śmierci Karola III i wstąpieniu na tron jego syna Karola IV i Marii Ludwiki Parmeńskiej. W 1797 roku królowa zaaranżowała małżeństwo starszej siostry Marii Ludwiki ze swoim faworytem i pierwszym ministrem króla, Manuelem Godoyem. Dla całej rodziny oznaczało to koniec wygnania i pełną rehabilitację. Podobnie jak siostra, Maria Ludwika została damą Królewskiego Orderu Królowej Marii Ludwiki. Pozostała w klasztorze do 1802 roku, kiedy matka zabrała ją ze sobą do Saragossy.
Kiedy w 1806 roku książę Ferdynand –  przyszły król Hiszpanii – owdowiał, sugerowano mu małżeństwo z Marią Ludwiką. Książę nie zgodził się, gdyż wtedy stałby się powinowatym Manuela Godoya (szwagra Marii Ludwiki), którego szczerze nienawidził.
W 1808 roku, w obliczu wojny hiszpańsko-francuskiej i możliwego ataku wojsk na Saragossę, Maria Ludwika schroniła się razem z matką na Majorce. Pozostały tam do 1814 roku, po czym wróciły do Saragossy.

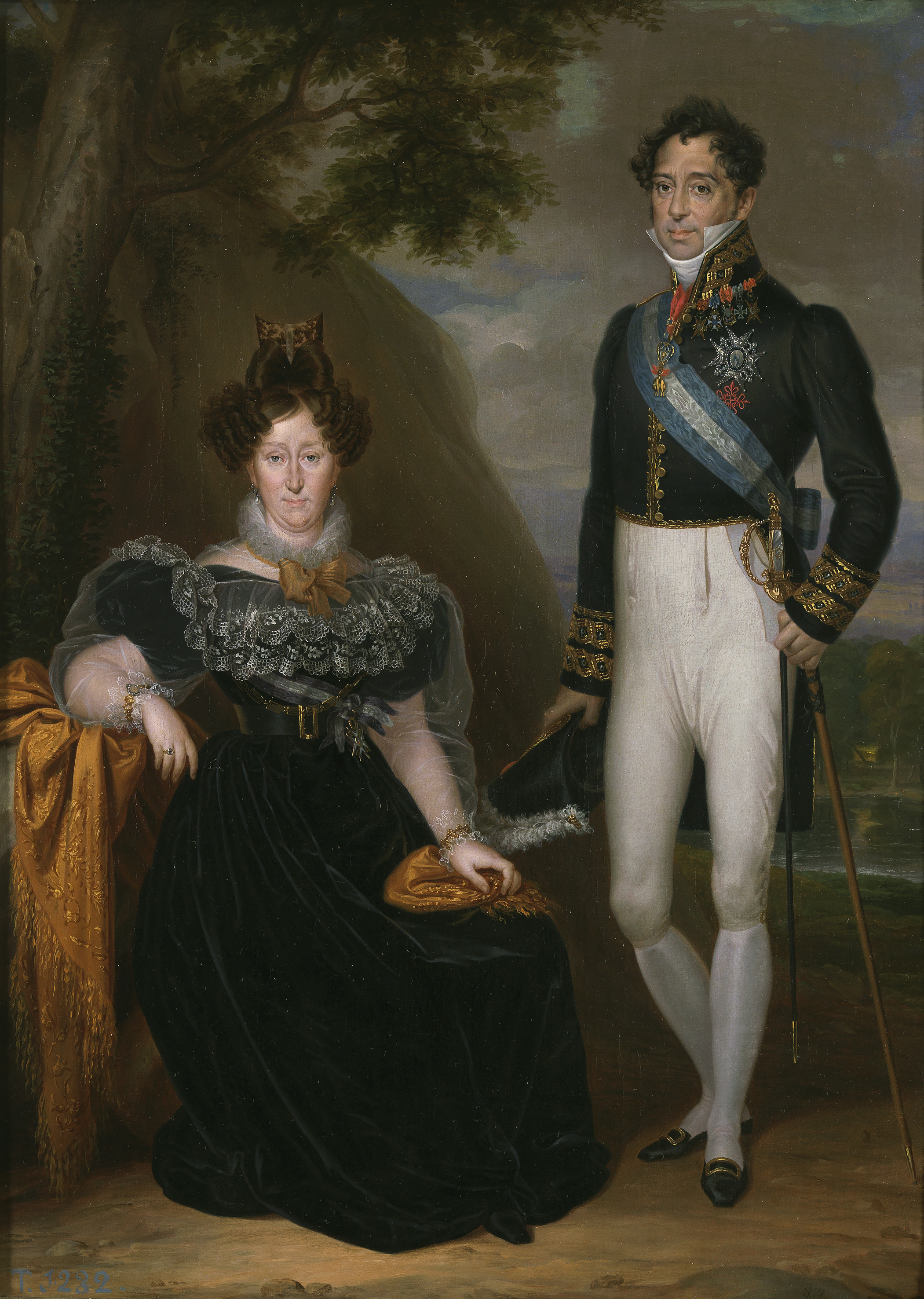
Portret książąt de San Fernando ba tle pejzażu, Rafael Tegeo Díaz

Wyszła za mąż 1 czerwca 1817 za absolutystę Joaquina José de Melgarejo y Saurina, księcia de San Fernando. Jej mąż, mimo że popierał króla, zaprzysiągł konstytucję z 1812 roku, co zostało uznane za zdradę stanu. Po powrocie Ferdynanda VII do kraju i przywróceniu monarchii absolutnej jej rodzina wyjechała do Francji. Maria Ludwika i jej mąż dołączyli do nich w 1824 roku. Po śmierci jej siostry przenieśli się do Rzymu, a wiele lat później powrócili do Madrytu. Byli szczęśliwym małżeństwem, lecz nie mieli potomstwa. Maria Ludwika zapisała majątek swojej siostrzenicy Carlocie, córce hrabiny Chinchón.
Została pochowana obok męża, siostry i ojca w kaplicy pałacu w Boadilla del Monte należącym do jej rodziny.